# Erlizumab
Erlizumab, còn được gọi là rhuMAb, là một kháng thể đơn dòng tái tổ hợp được nhân hóa là một loại thuốc ức chế miễn dịch thử nghiệm. Erlizumab được phát triển bởi Genentech dưới sự hợp tác với Roche để điều trị đau tim, đột quỵ và sốc chấn thương.

## Cơ chế hoạt động
Thuốc hoạt động bằng cách ngăn chặn một yếu tố tăng trưởng trong các mạch máu. Cụ thể, erlizumab nhắm đích CD18 và integrin LFA-1. Erlizumab có nghĩa là ngăn chặn sự di chuyển của tế bào lympho vào mô bị viêm, do đó làm giảm tổn thương mô.

## Các thử nghiệm lâm sàng
Genentech bắt đầu thử nghiệm lâm sàng về thuốc vào tháng 10 năm 1996. Trong các thử nghiệm lâm sàng, sáu bệnh nhân đột nhiên bắt đầu ho ra máu và bốn trong số họ sau đó đã chết. Vào tháng 6 năm 2000, kết quả thử nghiệm lâm sàng giai đoạn II sơ bộ cho thấy erlizumab không đáp ứng mục tiêu của Genentech. Mục tiêu chính của Genentech là thuốc làm tăng lưu lượng máu đến tim trong vòng 90 phút sau khi dùng thuốc.

## Thuốc chống CD18 khác
Nhiều công ty đã cố gắng phát triển các loại thuốc chống CD18, nhưng không có công ty nào thành công. Trong số đó có rigsizumab của Icos (LeukArrest) và hai loại thuốc được phát triển bởi Protein Design Labs và Centocor. Mặc dù các thử nghiệm ở người không được suôn sẻ, nhưng nghiên cứu về thuốc CD18 ở động vật vẫn rất đáng khích lệ. Người ta cho rằng các loại thuốc thử nghiệm đang ảnh hưởng đến con đường bám dính tế bào lympho ở người theo những cách không lường trước được. Một giả thuyết cho rằng chức năng hàng rào tế bào nội mô thất bại khi lượng máu cung cấp thấp trong thời gian dài ở người. Nếu điều này là đúng, thuốc không thể ngăn chặn sự di chuyển của tế bào lympho vào mô bị viêm.